# مصمم
مصمم هو الشخص الذي يصمم أو يخلق شيئا. ربما كان التعريف الأوسع نطاق هو الذي يوفره عالم النفس هربرت سيمون : 'الجميع يصممم الذي يضع مسارات العمل التي ترمي إلى تغيير الأوضاع القائمة إلى تلك المفضلة'.
كذلك مثل المصممين الهواة، هناك العديد من المهن مصمم مهنية (انظر قائمة الأمثلة). لتصبح مصمم محترف عادة ما يتطلب دراسة لمستوى درجة معينة وخبرة في مجال العمل أو تدريب. الدخول إلى بعض مهن التصميم عليها رقابة صارمة أو محدودة بالمتطلبات القانونية، ولكن استخدام لقب 'مصمم' هو عموما غير منظم.
العمل كمصمم عادة ما ينطوي على الإبداع في مجال معين من الخبرة. المصممين عادة ما يكونوا مسؤوليين عن وضع مفهوم وإعداد رسومات أو نماذج لأشياء جديدة من شأنها أن تصنع عن طريق شخص آخر. عملهم يأخذ في الاعتبار ليس فقط كيف سيبدو الشيء، ولكن أيضا كيف أنه سوف يستخدم والكيفية التي سيصنع بها. يمكن أن يكون هناك اختلافات كبيرة بين أنماط العمل والمبادئ للمصممين في مختلف المهن.
في الثمانينات مصطلح 'المصممين' بدأ يطبق على المنتجات مثل الأثاث والملابس التي كانت بها الجمالية المميزة أو كانت من عمل 'توقيع' معين من المصممين. هكذا، على سبيل المثال، كان هناك 'كراسي مصمميين' و'جينز المصممين '. أالمصطلح لاحقا تم تطبيقه على أي شيء كان بشكل مثير للأنتباه أنشأ لغرض، مثل 'مصمم المخدرات ' ، أو حتى 'مصمم قصبة' التي يرتديها بعض الرجال المتبعين للموضة.
المصمم هو الشخص الذي يصمم الأشياء.
هناك أنواع مختلفة من المصممين وتشمل :
- مهندس معماري أو مصمم معماري
- مصمم سيارات
- مصمم بث
- مصمم أزياء
- مصمم هندسي
- مصمم وجه (المتصلة بفنانين الماكياج)
- مصمم موضه
- مصمم النسيج
- مصمم ألعاب
- مصمم رسوم
- مصمم موسيقى
- مصمم صناعي
- مصمم تفاعل
- مصمم داخلي
- مصمم المجوهرات
- مصمم المناظر الطبيعية
- مصمم الإضاءة
- مصمم حركه
- مصمم المناظر الخلابة
- مصمم أنظمة
- مصمم مواقع الإنترنت
- مصمم جرافيك